# 七帶下美鮨
七帶下美鮨，為輻鰭魚綱鱸形目鱸亞目鮨科的其中一種，分布於西北太平洋的日本、韓國及中國海域，棲息深度可達5-30公尺，體長可達155公分，生活在沿岸水淺的岩礁區，為底棲性魚類，屬肉食性，可做為食用魚、觀賞魚。

## 擴展閱讀
維基物種上的相關：七帶下美鮨